# Karen Anderson (squash)
Pour les articles homonymes, voir Anderson.
Karen Anderson, née le 22 janvier 1971 à Kingston, est une joueuse de squash représentant la Jamaïque. Elle atteint en décembre 2005 la 94e place mondiale sur le circuit international, son meilleur classement. Elle est championne de Jamaïque à 13 reprises entre 1987 et 2017 et championne des Caraïbes en 2007.

## Palmarès

### Titres
- Championnats des Caraïbes: 2007
- Championnats de Jamaïque : 13 titres (1987, 1989, 2000-2003, 2005-2009, 2011, 2017)

### Finales
- Championnats des Caraïbes: 1997